# Harry Landers
Harry Landers, nato Harry Sorokin (New York, 3 settembre 1921 – 10 settembre 2017), è stato un attore statunitense.

## Filmografia parziale

### Cinema
- La stirpe di Caino (C-Man), regia di Joseph Lerner (1949)
- Guilty Bystander, regia di Joseph Lerner (1950)
- Sparate senza pietà (Undercover Girl), regia di Joseph Pevney (1950)
- Il fantasma dello spazio (Phantom from Space), regia di W. Lee Wilder (1953)
- Il terrore corre sull'autostrada (Drive a Crooked Road), regia di Richard Quine (1954)
- Il cacciatore di indiani (The Indian Fighter), regia di André De Toth (1955)
- I dieci comandamenti (The Ten Commandments), regia di Cecil B. DeMille (1956)
- La banda della frusta nera (The Black Whip), regia di Charles Marquis Warren (1957)
- Le avventure di mister Cory (Mister Cory), regia di Blake Edwards (1957)
- Guadalcanal ora zero (The Gallant Hours), regia di Robert Montgomery (1960)
- Spie oltre il fronte (In Enemy Country), regia di Harry Keller (1968)
- Un uomo chiamato Charro (Charro!), regia di Charles Marquis Warren (1969)
- Ragin' Cajun, regia di William Byron Hillman (1990)
- Mom, regia di Patrick Rand (1991)

### Televisione
- Captain Video and His Video Rangers – serie TV, 11 episodi (1951)
- Treasury Men in Action – serie TV, 3 episodi (1954-1955)
- The Whistler – serie TV, episodi 1x21-1x37 (1955)
- Navy Log – serie TV, episodi 1x01-1x27-2x04 (1955-1956)
- Alfred Hitchcock presenta (Alfred Hitchcock Presents) – serie TV, 3 episodi (1955-1961)
- The Walter Winchell File – serie TV, un episodio (1957)
- The Court of Last Resort – serie TV, episodio 1x13 (1958)
- Rescue 8 – serie TV, episodio 1x33 (1959)
- L'uomo ombra (The Thin Man) – serie TV, episodio 2x34 (1959)
- Lo sceriffo indiano (Law of the Plainsman) – serie TV, episodio 1x19 (1960)
- Ricercato vivo o morto (Wanted: Dead or Alive) – serie TV, episodio 3x13 (1960)
- Ben Casey – serie TV, 65 episodi (1961-1966)
- La pattuglia del deserto (The Rat Patrol) – serie TV, un episodio (1966)
- Iron Horse – serie TV, episodio 1x16 (1966)
- Star Trek – serie TV, episodio 3x24 (1969)